# Soufian El Hassnaoui
Soufian El Hassnaoui (Arnhem, 28 ottobre 1989) è un ex calciatore olandese naturalizzato marocchino, di ruolo attaccante.

## Palmarès

### Club

#### Competizioni nazionali
- Eerste Divisie: 1

De Graafschap: 2009-2010
- Scottish Championship: 1

Hearts: 2014-2015